# Under broer
|  | Denne artikel er oprettet af botten Steenthbot ud fra en ekstern database. Den kan derfor have sproglige fejl eller mangler. Denne skabelon kan fjernes efter kontrol af indholdet. |

Under broer er en dansk dokumentarfilm fra 2014 instrueret af Emil Næsby Hansen.